# Sánchez Ramírez (prowincja)
Sánchez Ramírez – jedna z 32 prowincji Dominikany. Stolicą prowincji jest miasto Cotuí.

## Opis
Prowincja położona na północy Dominikany, zajmuje powierzchnię 1 8186 km² i liczy 151 392 mieszkańców 1 grudnia 2010.

## Gminy
| Lp.     | Gmina   | Liczba ludności (2010) | Powierzchnia (km²) |
| ------- | ------- | ---------------------- | ------------------ |
| 1       | Cevicos | 13 759                 | 245                |
| 2       | Cotuí   | 76 554                 | 661                |
| 3       | Fantino | 22 117                 | 89                 |
| 4       | La Mata | 38 962                 | 190                |
| Łącznie |         | 151 392                | 1 186              |